# Let It Be... Naked
《Let It Be... Naked》는 2003년에 발매된 비틀즈의 1970년 음반 《Let It Be》의 리믹스 음반이다. 이 프로젝트는 폴 매카트니가 시작했는데, 폴 매카트니는 원래 앨범의 프로듀서인 필 스펙터가 앨범에 대한 이 그룹의 헐겁고, 계속적인 의도를 포착하지 못했다고 느꼈다. 《Naked》는 《Let It Be》 트랙의 새롭게 혼합된 버전으로 구성되어 있으며, 원래 음반의 많은 곡들 사이에 있는 대부분의 스펙터의 장식과 부수적인 스튜디오 채팅은 생략하고 있다. 《Naked》는 또한 1970년 발표된 〈Dig It〉과 〈Maggie Mae〉에서 두 곡의 트랙을 제외하고 이들을 〈Get Back〉 싱글의 비음반 B 사이드인 〈Don't Let Me Down〉으로 대체한다.